# Macon (Carolina del Nord)
Macon è un comune degli Stati Uniti d'America, situato in Carolina del Nord, nella contea di Warren.